# Esther Vivas
Esther Vivas Esteve (Sabadell, 1975) es periodista, socióloga y autora de diversos libros sobre movimientos sociales alternativos, maternidades, soberanía alimentaria y consumo responsable.
Su última obra es Mamá desobediente. Una mirada feminista a la maternidad (Capitán Swing, 2019), considerado todo un bestseller en España y América Latina. Anteriormente ha publicado una decena de libros, entre los que destaca El negocio de la comida. ¿Quién controla nuestra alimentación? (Icaria, 2014).
Es profesora en el Máster de Agricultura Ecológica de la Universidad de Barcelona y del Máster en desarrollo, cooperación y acción comunitaria de la Universidad Ramon Llull. Colabora también con distintos posgrados universitarios en América Latina. 
Es miembro del consejo asesor de la revista Viento Sur. Escribe en el diario El Periódico y en Público. Y colabora con varios medios de comunicación en tertulias de análisis político. 
En la década de los años 2000 participó activamente en el movimiento antiglobalización y contra la guerra en Barcelona, así como en distintas ediciones del Foro Social Mundial, el Foro Social Europeo y el Foro Social Catalán. También participó en el Procés Constituent impulsado por Teresa Forcades y Arcadi Oliveres en Cataluña. 

## Obras destacadas
- Mamá desobediente. Una mirada feminista a la maternidad. (Capitan Swing, 2019. Ara Llilbres, 2019. Ediciones Godot, 2020. Editorial Catalonia, 2020. Editorial El Cuervo, 2020. Icono editorial, 2020. Editora Timo, 2021, Ediciones del Flamboyán, 2021. Editorial Gafas Moradas, 2021)

- El negocio de la comida ¿Quién controla nuestra alimentación? (Icaria editorial, 2014. Expressao Popular, 2017)
- Sin miedo. Conversación entre Teresa Forcades y Esther Vivas (Icaria editorial, 2013)
- Planeta indignado. Ocupando el futuro (con Josep Maria Antentas) (Sequitur, 2012. Edizioni Alegre, 2012. Editorial Caminos, 2012)
- Resistencias globales. De Seattle a la crisis de Wall Street (con Josep Maria Antentas) (Editorial Popular, 2009)
- Del campo al plato. Los circuitos de producción y distribución de alimentos (con Xavier Montagut) (Icaria editorial, 2009. Sururu Produções Culturais, 2012)
- En pie contra la deuda externa (El viejo Topo, 2008)